# Pflegeheim Haus Wartenberg
Das Pflegeheim Haus Wartenberg ist ein Seniorenpflegeheim in Geisingen im Landkreis Tuttlingen in Baden-Württemberg. Träger ist der Zweckverband Pflegeheim Haus Wartenberg in Geisingen mit Einrichtungen in Geisingen und Blumberg.

## Geschichte
Die Anfänge der Pflege liegen im Mittelalter, als hier schon ein Leprosen- und Aussätzigenhaus bestand. 1870 siedelte von diesem Standort das bisherige F. F. Landesspital nach Hüfingen über. Der Komplex wurde von den Kreisen Landkreis Villingen und Landkreis Donaueschingen für 10000 Gulden erworben und gemeinsam getragen. Am 1. Februar 1872 wurde die Kreispflegeanstalt Geisingen eröffnet. 1872 betrug der Pflegesatz 44 Pfennige pro Tag.
In den Jahren 1881 wurde ein eigener Anstaltsfriedhof angelegt, 1886 der erste Gutshof erstellt, 1900 eine Bäckerei angebaut und 1903 ein Schweinestall. Die Pflegeanstalt war ein Standort der Krankenmorde in der Zeit des Nationalsozialismus. Untergebrachte Personen wurden seit 1933 zwangssterilisiert. Insassen wurden 1940/41 in die Tötungsanstalt Grafeneck bei Münsingen gebracht und dort ermordet.  Mehr als 300 Menschen starben zu Kriegsende an Hunger und Entkräftung.
In der Nacht vom 25. auf den 26. August 1949 brannten die beiden Ökonomiegebäude nieder. Es folgte ein Wiederaufbau und Umbau. 1956 wurde die Einrichtung als Haus Wartenberg in Betrieb genommen. Es folgten 1963 eine neue Gärtnerei, 1966 ein neues Verwaltungsgebäude, 1967 ein neues Pflegehaus, 1968 ein Schwesternwohnheim und der Bau eines neuen Gutshofes, 1976 ein weiteres Pflegegebäude, von 1993 bis 1994 das neue Gemeinschaftshaus. Ein weiteres Gebäude mit 100 Betten und 20 Personalunterkünften wurde am 13. Juli 1981 eingeweiht. 1986 wurde dem Zentrum eine Berufsfachschule für Altenpflege angegliedert. 2000 wurde das Haus Baar II für jüngere schwerstpflegebedürftige Erwachsene eröffnet.
Die Wanderausstellung „NS-Euthanasie-Verbrechen – Die ‚Tötungsanstalt‘ Grafeneck und die Kreispflegeanstalt Geisingen“ wurde  bis 7. April 2017 im Landratsamt in Villingen-Schwenningen gezeigt. Eine Gedenktafel oder ähnliches fehlt bislang.

## Einrichtung
Das Pflegeheim Haus Wartenberg in Geisingen besteht aus fünf Häusern mit 340 Plätzen. Es bietet stationäre Pflege für alle Pflegegrade in den Bereichen gerontopsychiatrische, neurologische und psychische Erkrankungen sowie Schwerstpflege. Das Gemeinschaftshaus verfügt über eine Begegnungsstätte, ein Arztzimmer, mehrere Therapieräume, einen Friseursalon und eine Cafeteria. Zum Zweckverband Pflegeheim Haus Wartenberg gehört eine weitere Einrichtung mit 48 Plätzen sowie ein Betreutes Wohnen mit 24 barrierefreien Wohneinheiten in Blumberg. Das Heim hat über 300 Mitarbeiter.